# Metamya picta
Metamya picta är en fjärilsart som beskrevs av Druce 1895. Metamya picta ingår i släktet Metamya och familjen björnspinnare. Inga underarter finns listade i Catalogue of Life.